# Asnelles
Asnelles er en kommune i Calvados departmentet i Basse-Normandie regionen i det nordvestlige Frankrig.

## Seværdigheder og monumenter
- Sænkekasser til Mulberry-havn i havet og bunkers på stranden
- Saint-Martin kirken
- Det kendte kiksbageri som laver de berømte "sablés d'Asnelles"
- Floden Gronde.

## Personligheder
- Maurice Schumann ligger begravet på byens kirkegård.